# Huw Rhys James
Huw Rhys James (geboren in Oxford) ist ein  britischer Pianist, Dirigent und Chorleiter, der in Wien lebt und arbeitet.

## Leben und Werk
Einem Germanistikstudium an der Universität Bristol folgte von 1984 bis 1992 ein Tonsatz-, Klavier- und Dirigierstudium an der Hochschule für Musik und darstellende Kunst Wien. Außerdem studierte er historische Aufführungspraxis bei Andrew Parrott und Howard Arman. Im Bereich der Alten Musik war er musikalischer Assistent von Nikolaus Harnoncourt und Thomas Hengelbrock.
Seine Laufbahn begann als Korrepetitor im Opernstudio der Wiener Staatsoper. 1992 erhielt er seine erste Position als Dirigent am Linzer Landestheater. 1994 kehrte er nach Wien zurück, wo er an der Wiener Volksoper bis 2002 als Musikalischer Assistent und Dirigent engagiert war. Dort dirigierte er u. a. My Fair Lady, Gian Carlo Menottis The Consul und die Donizetti-Opern Don Pasquale und L’elisir d’amore. Weitere Engagements führten ihn an die Vereinigten Bühnen Wien, zum KlangBogen Wien, ans Burgtheater Wien und an die Wiener Kammeroper. 1996 und 1997 war er Assistent des Chordirektors der Bayreuther Festspiele, Norbert Balatsch. 2002 bis 2007 wirkte James als Dirigent des Mozart Festivals in der Burgarena Reinsberg in Niederösterreich, wo er die drei Da-Ponte-Opern, sowie Die Zauberflöte und Die Entführung aus dem Serail dirigierte. 2004 komponierte er die Bühnenmusik für Claude Stratz’ Produktion von Molières Der eingebildete Kranke am Theater in der Josefstadt. Seit 2011 arbeitet er mit der Konzertvereinigung Wiener Staatsopernchor zusammen, seit 2013 als Stellvertretender Chordirektor unter Chordirektor Ernst Raffelsberger. Zu Pfingsten und im Sommer 2014 verantwortete er die Choreinstudierung der Salzburger Festspielproduktion von La Cenerentola.
1996 gründete er gemeinsam mit Anna-Maria Birnbauer die Musikwerkstatt Wien, ein österreichisches Ensembles für zeitgenössisches und barockes Musiktheater. 1999 debütierte das Ensemble – mit Huw Rhys James als Dirigenten – im Wiener Konzerthaus und koproduzierte mit der Wiener Staatsoper die Oper Der Zerrissene von Gottfried von Einem. Es folgten Einladungen zum Herbst Musikfestival 2000 im dänischen Odense, zur Musik-Biennale in Zagreb und zum Chicago Humanities Festival. Viel gelobt wurde die Einspielung von Philip Glass’ The Fall of House of Usher. Ein weiterer wichtiger Aspekt seiner Arbeit ist die Förderung junger österreichischer Komponisten, u. a. durch Aufträge für neue Werke. Die Musikwerkstatt Wien präsentierte einige Uraufführungen (U), sowie Europäische (EE) und Österreichische Erstaufführungen (ÖE). Die neunaktige Oper Vatermord des österreichischen Komponisten Shih wurde vom Österreichischen Rundfunk im Dezember 2000 aufgezeichnet und erschien 2002 als CD in der ORF Edition.
2001 gründete der Künstler das Barockorchester Musica Poetica Wien. Mit diesem Ensemble dirigierte er die österreichischen Erstaufführungen der Händel-Opern Orlando und Tamerlano, sowie The Beggar’s Opera von John Gay und Johann Christoph Pepusch. 2007 folgte die Wiederentdeckung von Leonardo Vincis Oper L’Artaserse, 2009 die Wiener Erstaufführung von Francesco Contis Don Chisciotte in Sierra Morena. Die letzten beiden Produktionen sind Teil des Projektes Rediscovering Rokoko.
Huw Rhys James pflegt auch eine rege Konzerttätigkeit als Pianist und Kammermusiker. Tourneen führten ihn bisher nach England, Deutschland, Dänemark, Italien, in die Vereinigten Staaten, sowie nach China.
Seit 2002 ist er Lehrbeauftragter für Partiturspiel und Korrepetition am Konservatorium Wien, wo er von 2002 bis 2004 auch das Jugendorchester leitete.

## Als Dirigent der Musikwerkstatt Wien (Auswahl)
- 1997 The Fall of House of Usher von Philip Glass
- 1998 Weiße Rose von Udo Zimmermann
- 1999 Der Zerrissene von Gottfried von Einem – Koproduktion mit der Wiener Staatsoper
- 2000 Powder Her Face von Thomas Adès ÖE
- 2000 Vatermord von Shih
- 2001 Orlando von Georg Friedrich Händel ÖE
- 2001 Die Fremde von Johanna Doderer U
- 2002 Tamerlano von Georg Friedrich Händel ÖE
- 2003 Tania von Anthony Davis EE
- 2004 Terrible Mouth von Nigel Osborne ÖE
- 2004 Das Sonnenhaus von Einojuhani Rautavaara ÖE
- 2005 Cain and Abel von  Tsippi Fleischer EE
- 2007 L`Artaserse von Leonardo Vinci ÖE
- 2007 El Dia de la Liberacion von Luis Saglie U
- 2009 Don Chisiciotte in Sierra Morena von Francesco Conti ÖE (seit 1730)

## Publikationen
- Huw Rhys James ist Herausgeber der Urtext Edition „Rediscovering Rokoko – Wiener Hofopern vor Mozart“.
  - Band 1  L`Artaserse von Leonardo Vinci (1730)
  - Band 2  Don Chisiciotte in Sierra Morena von Francesco Conti (1719)